# 溏心風暴3

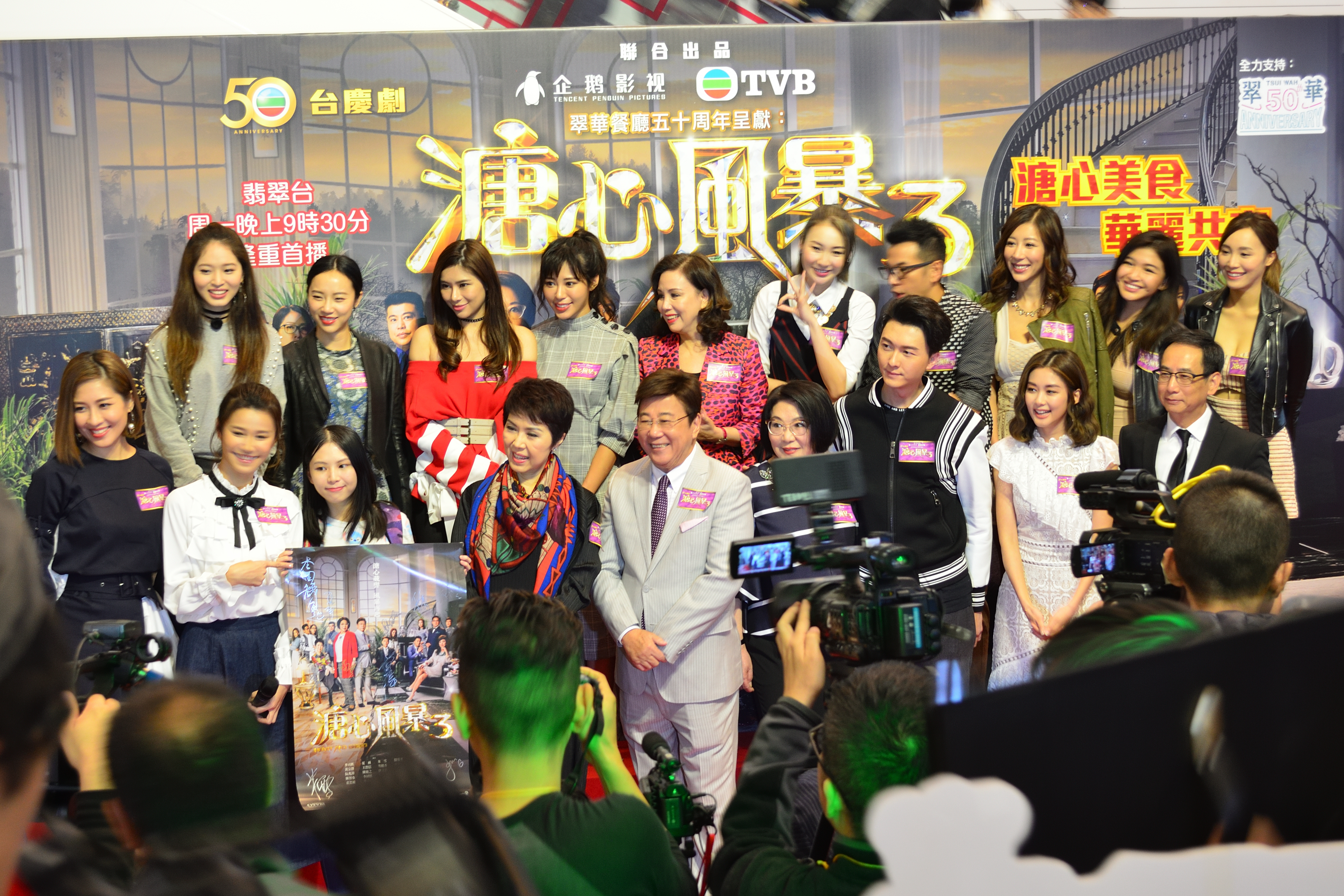
溏心風暴3演員

《溏心風暴3》（英語：Heart and Greed），是香港電視廣播有限公司及中國大陸企鵝影視聯合製作的時裝商戰倫理電視劇，為溏心系列《溏心風暴》及《溏心風暴之家好月圓》另一姊妹作。由黃宗澤、王浩信、李司棋、夏雨、米雪、關菊英、岑麗香及黃翠如領銜主演，並由阮兆祥、李國麟、蔣志光、陳敏之、唐文龍及陳智燊聯合演出，總監製為劉家豪，出品人為孫忠懷及杜之克。
此劇為2017無綫節目巡禮14部劇集之一、無綫海外業務及簡介2017所推介的17部劇集之一及2017香港國際影視展16部推介劇集之一，此劇為無綫電視50週年台慶跨年大劇，此劇由2017年11月27日首播，直至2018年1月19日播出大結局，席捲2017年12月份直至2018年1月份下半月結束，共有40集，也是2017年最後一部台慶大劇（上一部是《誇世代》）。本劇以茶餐廳為故事背景，由「翠華餐廳50周年」呈獻。合資製作的騰訊影視亦在中國大陆享有獨家播放權，更於2018年1月初錄得網上點擊播放超過十億次。

## 演員表

### 黃家
| 演員           | 角色   | 暱稱／關係 |
| 夏 雨          | 黃永正 | 正爸（黃以愛、黃圍家專稱）、奶茶黄、奶茶王（對外專稱） 家昌旺集團董事局主席→許旺集團董事局副主席→許旺集團董事局副主席及行政總裁→家昌旺集團董事局主席及行政總裁→家昌旺集團董事局主席 全港最大茶餐廳連鎖店家昌茶餐廳創辦人之一 黃永昌之兄 凌麗熒之夫 凌乘風之姐夫，曾反目，后和好 方希文之上司，后为其姑爺 梁順華之大伯 梁赞之姻兄 黃以愛、黃圍家之父 被沈沝痴戀 許雅麟之好友、合作拍檔兼恩人 於第23集得知黃以愛與鄭立安的關係而潑一杯奶茶在鄭立安臉上 於第25集為救黃以愛而摔在沙灘上擦傷 於第37集為阻止凌乘風競逐賭牌而失足撞傷頭部昏迷 於第40集昏迷接近三年後，在許雅麟離開時最後一刻甦醒，並以一句「恩公」回應許雅麟 角色形象延續：《解決師》 |
| 李司棋         | 凌麗熒 | 正媽（黃以愛、黃圍家專稱）、火姐、火百合 家昌旺集團董事局副主席→許旺集團策劃部總經理→家昌旺集團董事局副主席 家昌茶餐廳老闆娘／昌旺地產主席，坐擁數百億物業 四朵金花之一 黃永正之妻 黃永昌之大嫂 黃以愛、黃圍家之母 凌乘風之姐，曾反目，後和好 方希文之上司，後為其姑奶 梁順華之妯娌兼摯友 梁赞之姻嫂 沈沝之情敵 與余秀慧，雅莉珊亦敌亦友 口頭禪：我真係火都嚟呀！（我真是火都來了！） |
| 歐瑞偉         | 黃永昌 | 黃永正之亡弟 全港最大茶餐廳連鎖店家昌茶餐廳創辦人之一 梁順華之亡夫 凌麗熒之亡叔仔 凌乘風之亡姻兄 梁贊之亡姐夫 黃以愛、黃圍家之亡二叔 因胃癌復發而去世 於第40集由梁順華建立「黃永昌紀念小學」了其心願 僅在第1，2，5，18－20，38－40集回憶出現 |
| 何雁詩（青年） | 梁順華 | 華姐、找錢華、荷花香 家昌旺集團人力資源部總監→許旺集團人事部總經理→家昌旺人事部總監／黃永昌紀念小學校董會主席 四朵金花之一 梁贊之姊 黄永昌之妻 黃永正之弟婦 凌麗熒之妯娌兼摯友 黃以愛、黃圍家之二嬸 凌乘風之姻嫂，曾反目，后和好 與余秀慧、雅莉珊亦敌亦友 於40集以其夫名字創立「黃永昌紀念小學」 |
| 關菊英         | 梁順華 | 華姐、找錢華、荷花香 家昌旺集團人力資源部總監→許旺集團人事部總經理→家昌旺人事部總監／黃永昌紀念小學校董會主席 四朵金花之一 梁贊之姊 黄永昌之妻 黃永正之弟婦 凌麗熒之妯娌兼摯友 黃以愛、黃圍家之二嬸 凌乘風之姻嫂，曾反目，后和好 與余秀慧、雅莉珊亦敌亦友 於40集以其夫名字創立「黃永昌紀念小學」 |
| 黃宗澤         | 凌乘風 | 阿九、九少、凌凌九、凌阿九 家昌旺集團品牌管理部總監→許旺集團企業傳訊部總經理→家昌旺集團副行政總裁→家昌旺集團行政總裁，後被股東大會罷免職位 花花公子，曾有22名情人，後全部分手 方希文之好友，後為其夫 凌麗熒之弟，曾反目，后和好 黃以愛、黃圍家之舅父，曾反目，後和好 黃永正之舅仔，曾反目，后和好 梁順華之姻弟，曾反目，后和好 鄭立安、細輝、李明基之好友 梁贊之姻亲，曾反目，后和好 於第21集發現黃以愛跟鄭立安的關係 於第30集被喬爺綁架 於第31集意外跌落山崖損傷神經導致性無能，第39集治癒 於第35集成為家昌旺行政總裁 於第35-36集（兩年後）為向上爬而變得不擇手段 於第36集與黃家反目 於第37集無視黃永正反對，與許雅頓一起競逐賭牌 於第38集被股東大會罷免 於第39集為競逐賭牌而請求黃圍家談條件未遂 於第39集受向清沂指點後知錯，並請求凌麗熒原諒，然后承認偽造文件控罪並入獄兩年十個月 於第40集出獄，並與方希文結婚 |
| 阮兆祥         | 梁 贊  | Like Gor、阿贊、贊先生 家昌旺集團業務發展部總監→許旺集團行政總裁→許旺集團策劃部副總經理→家昌旺集團業務發展部總監 中國佛山大學（虛構）畢業，佛山古勞詠春拳高手 梁順華之弟 黃永昌之舅仔 黃永正、凌丽莹之姻弟 凌乘风之姻亲，曾反目，后和好 黄以爱、黄围家之姻世伯 父母雙亡，20歲來港投靠黃家 許雅頓之天敵 |
| 倪梓彤（童年） | 黃以愛 | Venus、倔雷搥 家昌旺集團營運部總監→許旺集團營運部總經理→家昌旺集團財務總監→拍攝影樓老闆 因童年曾經溺水而有童年陰影 黃永正、凌麗熒之女 凌乘風之外甥女，曾反目，后和好 黃圍家之姊 宋友基之未婚妻 鄭立安之情婦，後分手 Daphne之情敵 黃永昌、梁順華之侄女 梁赞之姻侄女 方希文之同事，后为外甥女 於第25集與鄭立安分手，後跳海自殺未遂，於第30集與其糾纏後死心 於第30集至34集前往有機農場暫住散心 於第39集承認喜歡宋友基並要求其留下，友基答允時正式交往 於第40集二人計劃等待黃永正甦醒後結婚 |
| 陳敏之         | 黃以愛 | Venus、倔雷搥 家昌旺集團營運部總監→許旺集團營運部總經理→家昌旺集團財務總監→拍攝影樓老闆 因童年曾經溺水而有童年陰影 黃永正、凌麗熒之女 凌乘風之外甥女，曾反目，后和好 黃圍家之姊 宋友基之未婚妻 鄭立安之情婦，後分手 Daphne之情敵 黃永昌、梁順華之侄女 梁赞之姻侄女 方希文之同事，后为外甥女 於第25集與鄭立安分手，後跳海自殺未遂，於第30集與其糾纏後死心 於第30集至34集前往有機農場暫住散心 於第39集承認喜歡宋友基並要求其留下，友基答允時正式交往 於第40集二人計劃等待黃永正甦醒後結婚 |
| 陳學文（童年） | 黃圍家 | Kyle、奶茶王子 家昌旺集團品牌管理部副總監→許旺集團企業傳訊部副總經理→許旺集團助理行政總裁→家昌旺集團副行政總裁→家昌旺集團董事局代理主席／葡萄牙葡萄莊園老闆 黃永正、凌麗熒之子 凌乘風之外甥兼好友，曾反目，後和好 黃以愛之弟 許貝兒之好友，後為其第二任丈夫 梁赞之姻侄 方希文之同事，后为外甥 於第33集因許貝兒與楊文雋結婚，傷心前往葡萄牙散心，最後回港處理與凌乘風的官司 於第40集在葡萄牙與許貝兒共諧連理 |
| 王浩信         | 黃圍家 | Kyle、奶茶王子 家昌旺集團品牌管理部副總監→許旺集團企業傳訊部副總經理→許旺集團助理行政總裁→家昌旺集團副行政總裁→家昌旺集團董事局代理主席／葡萄牙葡萄莊園老闆 黃永正、凌麗熒之子 凌乘風之外甥兼好友，曾反目，後和好 黃以愛之弟 許貝兒之好友，後為其第二任丈夫 梁赞之姻侄 方希文之同事，后为外甥 於第33集因許貝兒與楊文雋結婚，傷心前往葡萄牙散心，最後回港處理與凌乘風的官司 於第40集在葡萄牙與許貝兒共諧連理 |
| 吳香倫         | 姐     | 黃家管家 做飯的菜式常常巧合地切合黃家發生的大小事 |
| 鄭玉儀         | 霞 姐  | 黃家工人 |

### 許家／余家
| 演員   | 角色     | 暱稱／關係 |
| 梁舜燕 | 許寶韻琴 | 許老太 許雅麟、許雅頓之母 余秀慧、雅莉珊之家婆 余學德之親家 許貝兒之嫲嫲 |
| 周 驄  | 余學德   | 余老先生 教授 余秀慧之父 許雅麟之岳父 許雅頓、雅莉珊之姻世伯 寶韻琴之親家 許貝兒之外公 |
| 李國麟 | 許雅麟   | Alan、許大少、阿笨 許綽行實業董事局主席→許旺集團董事局主席→許綽行實業有限公司集團董事局主席 寶韻琴之長子 許雅頓之長兄 余秀慧之夫 雅莉珊之大伯 余學德之女婿 許貝兒之父 黃永正之好友、合作對象兼恩人 楊文雋之岳父 |
| 米 雪  | 余秀慧   | Amelia、許太、阿咩唻呀（梁順華專稱） 許旺集團董事／亞美利亞學校校董／許綽行紀念教育基金會主席／慧清雅聚婦女會常委 余學德之女 許雅麟之妻 寶韻琴之大媳婦 許貝兒之母 許雅頓之大嫂 雅莉珊之妯娌，與其不和 瞧不起黃围家并針對他，後和好 与凌麗熒、梁顺华亦敌亦友 楊文雋之岳母 於第33集與楊馮美美進行交易，以許貝兒嫁與楊文雋為條件換取楊家注資 於第36集與楊馮美美反目 於第39集與黃家修好                                      |
| 李成昌 | 許雅頓   | 本劇終極大反派 Adam、許二少、阿鈍 許綽行實業行政總裁→許旺集團財務總監→許綽行實業有限公司行政總裁→許進發展有限公司主席 寶韻琴之次子 許雅麟之弟 余秀慧之叔仔 許貝兒之二叔父 雅莉珊之夫 余学德之姻侄 後因偽造文件與凌乘風一同被判囚，出獄後與雅莉珊移居英國 |
| 莊思敏 | 雅莉珊   | Alice、許二太 、許太 Second （梁順華專稱） 許旺集團董事／慧清雅聚婦女會常委 許雅頓之妻 寶韻琴之二媳婦 許貝兒之二嬸 許雅麟之弟婦 余秀慧之妯娌，與其不和 余学德之姻侄女 与凌麗熒、梁顺华亦敌亦友 後移居英國 |
| 岑麗香 | 許貝兒   | Belle、紅茶公主 許旺集團項目發展部總經理 國外名牌大學藝術經營學系畢業 許雅麟、余秀慧之女 寶韻琴之孫女 余學德之外孫女 許雅頓、雅莉珊之侄女 黃圍家之好友，于第40集成為其妻 楊文雋之鍾情對象，後為其妻，最終為其遺孀 於第32集開始愛上黃圍家 於第34集為救許綽行實業而嫁給楊文雋 於第35集間接導致楊文雋出車禍而身亡 於第36集楊文雋死後被楊家斷絕關系，因其生辰八字與楊文雋相沖為由 於第40集前往葡萄牙尋找黃圍家，與其共諧連理 |
| 林惜貞 | Susan    | 許家管家 |
| 馬嘉莉 | Mayling  | 許家工人 |
| 黃志榮 | 阿 廣    | 許家司機 |

### 鄭家
| 演員          | 角色    | 暱稱／關係 |
| 唐文龍        | 鄭立安  | Nic、Nicholas（第7集正式英文名字） MT Churchill國際行政總裁／大學客席講師→許旺集團行政總裁（第13至24集）→前往芬蘭（第30集）→回港（第40集） Daphne之夫，後離婚 Candice之父 黃以愛之情夫，後分手 凌乘風之學長兼好友 於第7集登場 於第23集被許雅麟、許雅頓、黃永正發現自己與黃以愛的關係而并于第24集被其潑一杯奶茶 於第24集被黃永正辭退行政總裁，後撞車受傷 於第25集與黃以愛分手 於第30集準備離港前往芬蘭就職 於第40集被黃以愛目擊已回港作搬運工人，並另娶妻子及已懷孕，推測與Daphne已離婚 |
| 胡 琳         | Daphne  | 「達芙呢喃」專欄撰稿人 鄭立安之妻，后离婚 Candice之母 黃以愛之情敵 發現鄭立安與黃以愛關係後曾在專欄發表離婚宣言，後與鄭立安和好，但因目擊其與黃以愛糾纏而再次反目 於第10集登场 |
|               |         | 鄭立安之第二任妻子 懷有鄭立安的骨肉 於第40集登場 |
| 楊可瑩        | Candice | 鄭立安、Daphne之女 |
| Morgan Ervita | Mia     | 鄭家菲傭 |

### 楊家
| 演員   | 角色     | 暱稱／關係 |
| 韓馬利 | 楊馮美美 | 楊太 雋鑄集團董事局主席 超級富豪，身家過百億美元 楊文雋之母 許雅麟、余秀慧之好友，後於第34集為親家，但最後反目 想撮合楊文雋、許貝兒成情侶 於第19集登場並由英國回流返香港 於第33集與余秀慧進行交易，注資許綽行實業50億 於第36集認為是許貝兒剋死楊文雋而與許家反目，並要求許家還返50億。其後更因喪子之痛病倒入院，最後康復出院 |
| 陳智燊 | 楊文雋   | Brian 雋鑄集團繼承人／鋼琴家 馮美美之子 許貝兒之夫 黄围家之情敌 許雅麟、余秀慧之女婿（第34集起） 余學德、寶韻琴之孫女婿（第34集起） 許雅頓、雅莉珊之侄女婿（第34集起） 於第19集登場 於第21集被許貝兒拒絕，並前往維也納 於第34集與許貝兒結婚 於第35集（兩年後）因車禍身亡                                                     |
| 夏玉麟 |          | 楊家司機（第36集） |

### 宋家
| 演員   | 角色   | 暱稱／關係 |
| 黃智賢 | 宋友基 | 基佬、基哥 有機農場主人 村長之子 宋惠琪之叔 單戀黃以愛，後於第38集成為其男友 （特別演出第29-31、34、38-40集） |
| 紀 沛  | 宋惠琪 | 琪琪 宋友基之侄女 黃以愛之好友，在其幫助下成功考入大學 於第29集登場 於第38集前往美國留學                      |

### 許旺集團
- 於第6集由家昌旺集團入股許綽行實業有限公司，進駐其辦公樓（虛構之綽業中心）
- 許旺集團曾分為兩派：前家昌旺職員為「奶茶幫」，前許綽行職員為「紅茶幫」，於第29集兩派已和好
- 於第29集分拆，家昌旺集團繼承原許旺集團的辦公樓（綽業中心）及股票代號

#### 董事局兼管理層
| 演員   | 角色   | 暱稱／關係 |
| 李國麟 | 許雅麟 | Alan、許大少 許旺集團董事局主席 於第29集分拆 參見許家／余家                                                                                           |
| 夏 雨  | 黃永正 | 大黃生、奶茶王 許旺集團董事局副主席→許旺集團董事局副主席兼行政總裁 許旺集團大股東 於第25集起兼任行政總裁 於第29集答應分拆 參見黃家                    |
| 蔣志光 | 陳志明 | Donald 非執行董事兼法律顧問／陳李張律師行合夥人 訴訟律師（1998年／19年前）→事務律師 許雅麟之好友 黃永正之好友 擁有許旺2%股份 1998年為黃永正當辯護律師 |
| 阮兆祥 | 梁 贊  | Like Gor、贊先生 許旺集團董事 許旺集團行政總裁→許旺集團策劃部副總經理 於第12集因違反內幕消息披露指引被迫卸任行政總裁並被調去策劃部 參見黃家           |
| 唐文龍 | 鄭立安 | Nic 許旺集團行政總裁→離職 於第13集上任 於第24集因與黃以愛的關係被揭露，而被黃永正解僱 參見鄭家                                                        |
| 李成昌 | 許雅頓 | Adam、許二少 許旺集團董事兼財務總監 参見許家／余家 |
| 王浩信 | 黃圍家 | Kyle、細黃生 企業傳訊部副總經理→助理行政總裁 於第26集升任助理行政總裁 參見黃家                                                                        |
| 李司棋 | 凌麗熒 | 火姐 許旺集團董事 項目策劃部總經理 參見黃家 |
| 關菊英 | 梁順華 | 華姐、找錢華 許旺集團董事 人事部總經理 參見黃家 |
| 黃宗澤 | 凌乘風 | 九少、凌生 董事兼企業傳訊部總經理 參見黃家 |
| 陳敏之 | 黃以愛 | Venus、黃小姐 營運部總經理 参見黃家 |
| 岑麗香 | 許貝兒 | Belle、許小姐 項目發展部總經理 參見許家／余家 |
| 米 雪  | 余秀慧 | Amelia、許太 董事 許綽行紀念教育基金會主席 參見許家／余家                                                                                             |
| 莊思敏 | 雅莉珊 | Alice、許二太 董事 參見許家／余家 |

#### 許旺各部門
| 演員   | 角色     | 暱稱／關係 |
| 吳家樂 | 盧迅浩   | Signal、阿Lo、識撈人 許綽行管理層→許旺集團助理財務總監→許綽行管理層→許進發展有限公司管理層→被解僱 許雅頓之下屬兼蛤巴狗 針對梁贊 追求方希文 於第2集登場 於第39集指證許雅頓、凌乘風做假賬目                                                                                           |
| 黃翠如 | 方希文   | Sonia、阿爽 許旺集團行政總裁助理→許旺集團策劃部副總經理助理→許旺集團行政總裁助理→家昌旺集團財務及會計部經理 李明基之前女友 盧迅浩之追求對象 与凌乘風有感情线，於第40集成為其妻 凌麗熒之下属，后为其弟妇 黄永正之下属，后为其舅弟妇 黃以愛、黃圍家之同事，后为其舅母 於第8集加入許旺 |
| 尹詩沛 | Emily    | 董事局主席秘書 許雅麟之秘書 紅茶幫 |
| 林淑敏 | Karen    | 家昌旺集團主席秘書→許旺集團副主席秘書 黃永正之秘書 奶茶幫 |
| 李漫芬 | Polly    | Polly姐 行政總裁秘書→策劃部副總經理秘書 許雅頓之秘書→梁贊之秘書→鄭立安之秘書→梁贊之秘書 紅茶幫 說話一板一眼，毫無感情 |
| 王致狄 | Jackie   | 家昌旺集團品牌管理部職員→許旺集團企業資訊部職員 凌乘風、黃圍家之下屬 奶茶幫 |
| 陳俊堅 | Benny    | 家昌旺集團人事部總監助理→許旺集團人事部總經理助理 梁順華之助理 奶茶幫 |
| 李忠希 | Kris     | 隸屬行政總裁 許雅頓之下屬→梁贊之下屬→鄭立安之下屬 紅茶幫 分拆後留在家昌旺集團 |
| 焦浩軒 | Terry    | 隸屬行政總裁 梁贊之下屬→鄭立安之下屬 奶茶幫 |
| 周麗欣 | Yvonne   | 家昌旺項目發展部職員→許旺項目策劃部職員 奶茶幫 梁贊之下屬 分拆後跟隨許綽行實業 |
| 容天佑 | Bob      | 家昌旺項目發展部職員→許旺項目策劃部職員 梁贊之下屬 奶茶幫 |
| 董敬文 | Paul     | 營運部職員 黃以愛之下屬 奶茶幫 |
| 陳靖雲 | Carol    | 營運部職員 黃以愛之下屬 紅茶幫 |
| 楊嘉欣 | Apple    | 人事部職員→行政總裁秘書 梁順華之下屬→凌乘風之秘書 奶茶幫 |
| 鄭嘉豪 | Tom      | 人事部職員 梁順華之下屬 紅茶幫 |
| 朱樂洺 | Ming     | 人事部職員 梁順華之下屬 紅茶幫 |
| 彭紀諺 | Steven   | 項目發展部 許貝兒之下屬 紅茶幫 |
| 丘梓謙 | 阿 輝    | 項目發展部 許貝兒之下屬 紅茶幫 |
| 陳家良 | Harry    | 項目發展部 許貝兒之下屬 紅茶幫 |
| 黃得生 | Summer   | 財務部職員 盧迅浩之下屬 紅茶幫 分拆後留在家昌旺集團 |
| 徐頴堃 | Elaine   | 接待員 紅茶幫 |
| 李興華 | Cal      | 許綽行實業職員→許旺集團職員 紅茶幫 |
| 何偉業 | Ivan     | 許綽行實業職員→許旺集團職員 紅茶幫 |
| 郭千瑜 | Tracy    | 許綽行實業職員→許旺集團職員 紅茶幫 |
| 梁証嘉 | Boris    | 許綽行實業職員→許旺集團職員 紅茶幫 |
| 盧峻峯 | Rey      | 許綽行實業職員→許旺集團職員 紅茶幫 |
| 周寶霖 | Kary     | 許綽行實業職員→許旺集團職員 紅茶幫 |
| 張本立 | 老 徐    | 家昌旺集團行政總監 於第35集被凌乘風解僱 |
| 林映輝 | Mint姐   | 家昌旺集團財務及會計部經理 於第35集被凌乘風解僱 |
| 黃耀煌 | George   | 家昌旺集團職員→許旺集團職員 奶茶幫 |
| 章景恆 | Nick     | 家昌旺集團職員→許旺集團職員 奶茶幫 |
| 曾琬莎 | Rose     | 家昌旺集團職員→許旺集團職員 奶茶幫 |
| 胡 㻗  | Issac    | 家昌旺集團職員→許旺集團職員 奶茶幫 |
| 伍禮騫 | Charles  | 家昌旺集團職員→許旺集團職員 奶茶幫 |
| 陳華鑫 | Daisy    | 家昌旺集團職員→許旺集團職員 奶茶幫 |
| 沈可欣 | Woody    | 家昌旺集團職員→許旺集團職員 奶茶幫 |
| 葉凱茵 | Laura    | 家昌旺集團職員→許旺集團職員 奶茶幫 |
| 鍾鈺精 | Fanny    | 家昌旺集團職員→許旺集團職員 奶茶幫 |
| 黃穎君 | Queen    | 家昌旺集團職員→許旺集團職員 奶茶幫 |
| 施駿喆 | Oscar    | 家昌旺集團職員→許旺集團職員 奶茶幫 |
| 吳展驊 | Sam      | 家昌旺集團職員→許旺集團職員 奶茶幫 |
| 潘冠霖 | Eva Choi | 財務部職員 許雅頓之下屬 於第13集因失職被即時解僱 |
| 郭家俊 |          | 綽業中心保安（第7集） |
| 梁 雄  |          | 綽業中心停車場管理員（第12集） |

#### 家昌茶餐廳
| 演員   | 角色  | 暱稱／關係                           |
| 葉 暐  | 炳 哥 | 茶餐廳店長（第1-2、5、26集）         |
| 馮柏然 | 星 哥 | 茶餐廳店長（第16、22集）             |
| 趙樂賢 | 水 哥 | 茶餐廳廚師（第1-2、5、26集）         |
| 江榮暉 | 祥 叔 | 茶餐廳老伙記（第1-3、25-26、40集）   |
| 沈愛琳 | 阿 滿 | 茶餐廳伙記（第1-2、5、12、26、40集） |
| 劉沛寧 |       | 茶餐廳伙記（第1、40集）              |
| 蕭凱欣 | 玲 姐 | 茶餐廳伙記（第2、5、25、40集）       |
| 黃梓瑋 | 花 姐 | 茶餐廳伙記（第2、5、12、26、40集）   |
| 盧海鷹 | 富 仔 | 茶餐廳伙記（第22集）                 |

### 特別演出
| 演員   | 角色    | 暱稱／關係 |
| 汪明荃 | 向清沂  | Nancy、向小姐 彭兆雄之前妻 Lucas之母 凌乘風之生意拍檔 於第39集表示因兒子患情緒病決定與彭兆雄修好，並指點凌乘風令其知錯 （特別演出第35、39集） |
| 馬浚偉 | 李明基  | 阿Lee 凌乘風、細輝之好友 方希文之前男友 十年前因急性心肌梗塞病發身亡 （特別演出第4、17集） |
| 黃智賢 | 宋友基  | 基佬、基哥 （特別演出第29-31、34、38-40集） 參見宋家 |
| 苗可秀 | 沈 沝   | 水水、野玫瑰、馬太、癲婆 四朵金花之首 沝盈投資有限公司老闆，身家逾百億美元 寡婦，無兒無女 腰部有舊患，緊張時胃痛 痴戀黃永正足足40年 曾為凌麗熒、跳舞蘭之好友兼情敵 嫉妒凌麗熒 搶走跳舞蘭的男友並嫁其為妻，後被其虐待多年並患上三文魚恐懼症及患有被迫害妄想症 於第38集被黃圍家提及以手上的家昌旺股權幫助黃圍家 （特別演出第26-28、40集） |
| 鄭希怡 | Crystal | 聯達益娛樂有限公司副行政總裁 澳門中介人 其乾爹白頭陳為凌家世交 凌乘風之情人 Daniel之妻 於第37集與凌乘風、許雅頓合作競投澳門新賭場牌，最後失敗 （特別演出第10-12、37-38集） |

### 其他演員
| 演員          | 角色           | 暱稱／關係 |
| 黃嘉樂        | 細 輝          | 葡萄牙華人 阿芬之未婚夫，後離婚 李明基、凌乘風、方希文之好友 於第4集回憶中登場 於第16集由葡萄牙回香港探凌乘風、方希文並拜祭李明基，其後與阿芬回葡萄牙結婚 於第34集起收留黃圍家暫住，並提及已跟阿芬離婚 |
| 羅樂林        | 彭兆雄         | 亞洲十大富豪之一 兆雄集團主席 華港總商會會長 向清沂之前夫 Lucas之父 於第32集登場 |
| 莫家淦        | 陳 圖          | Morris 家昌旺財務總監 凌乘風之好友 於第35集被凌乘風邀請加入家昌旺 |
| 秦啟維        | Angus          | 家昌旺職員 凌乘風之好友 於第35集被凌乘風邀請加入家昌旺 |
| 姚浩政        | 宋梓葉         | Hugo 家昌旺行政總監 於第35集被凌乘風邀請加入家昌旺 |
| 衛志豪        | Garfield       | 家昌旺職員 於第35集被凌乘風邀請加入家昌旺 |
| 陳偉琪        | Annie          | 健身教練 凌乘風之情人（第1集） |
| 劉穎鏇        |                | 性感美女（第1集） 凌乘風之情人 |
| 馮盈盈        |                | 性感美女（第1集） 凌乘風之情人 |
| 陳雅思        |                | 性感美女（第1集） 凌乘風之情人 |
| 譚永浩        |                | 記者（第1、36-37集） |
| 譚浩智        |                | 記者（第1、36-37集） |
| 關梓陽        |                | 記者（第1、36-37集） |
| 鄭毅邦        |                | 家昌茶餐廳食客（第1集） |
| 曾玉娟        |                | 家昌茶餐廳食客（第1、26集） |
| 楊依依        | 順利婆         | 報紙檔檔主 口頭禪：順利啊！（第1、23集） |
| 王得琛        |                | 家昌茶餐廳食客（第1集） |
| 王華盛        |                | 家昌茶餐廳食客（第1集） |
| 洪資訊        |                | 家昌茶餐廳食客（第1集） |
| 楊證樺        | 阿 雞          | 黑社會成員 金龍之手下（第1、8、12、30集） |
| 劉溫馨        | Betty          | 健身室客人 喜歡黃圍家（第1集） |
| 李海生        | 金 龍          | 金龍哥 黑社會大佬 凌氏家族世交 凌麗熒父親之舊部下 阿雞之老大（第1、12、30集） |
| Maria Cordero | 馮 青          | 民利茶餐廳老闆娘 洪成之母（第1集） |
| 陸浩明        | 洪 成          | 民利茶餐廳太子 馮青之子（第1集） |
| 方伊琪        | 梁 太          | 慧清雅聚婦女會常委 慈善晚會賓客（第1集） |
| 吳江倫        | 葉 太          | 慧清雅聚婦女會常委 慈善晚會賓客（第1、40集） |
| 區軒瑋        | Simon          | 富商 許氏家族世交 慈善晚會賓客（第1、32、34-35集） |
| 譚淑瑩        | Simon太太      | 許氏家族世交 慈善晚會賓客（第1集） |
| 朱維德        | 胡爵士         | 許氏家族世交 慈善晚會賓客 胡夫人之夫（第1-2、34-35、40集） |
| 陳植森        | 殷司長         | 政府高官 慈善晚會賓客（第1集） |
| 麥皓兒        | 李 欣          | 慈善晚會賓客（第1集） |
| 李浩林        |                | 慈善晚會司儀（第1集） |
| 劉桂芳        | 白粉婆         | 涼果店老闆娘 蔡福揚之妻（第1-2集） |
| 陳勉良        | 蔡福揚         | 白粉佬 涼果店老闆 白粉婆之亡夫 黃永昌之街坊兼好友，後反目 於十九年前被殺害（第1-2集） |
| 許思敏        |                | 家昌旺茶餐廳食客 蔡福揚被謀殺案證人（第1-2集） |
| 鍾志光        |                | 主控官（第1-2集） |
| 梁俊傑        |                | 事務律師（第1-2集） |
| 羅 鴻         |                | 法官（第1-2集） |
| 陳卓華        |                | 陳志明之下屬（第1集） |
| 黃夏蕙        | 黃夏蕙         | 夏蕙BB 息影藝人／信徒 每年與梁贊爭搶上頭炷香，卻於第40集讓給梁贊先上香為黃永正祈福（第2、40集） |
| 吳幸美        |                | 「東拉西扯」記者（第2、40集） |
| 張青雲        |                | 家昌茶餐廳食客（第2集） |
| 劉一飛        | 張 總          | 湖北富商 方總之舊同學（第2、15集） |
| 王 瑋         | 張太太         | 張總之夫人（第2集） |
| 柯驊汧        | Will           | （第2集） |
| 張俊平        |                | 家昌茶餐廳食客（第2集） |
| 魏穎彤        |                | 家昌茶餐廳食客（第2集） |
| 陳志健        | Kelvin         | 和富發基金職員（第2-4集） |
| 蔡國慶        | 方 總          | 上海富商 張總之舊同學 許雅麟之合作夥伴 與許雅麟合作上海虹橋商務區項目 於第5集因受到內地新政策牽連導致其生意失敗自殺身亡（第2、5集）                                                                    |
| 姚 兵         | 老 孫          | 方總之助手（第2集） |
| 布偉傑        | Sergio         | 電單車房老闆 凌乘風之生意夥伴（第2-3集） |
| 彭慧中        |                | 美女（第2集） |
| 黃碧蓮        |                | 美女（第2集） |
| 吳綺珊        |                | 美女（第2集） |
| 莫偉文        |                | 亞美利亞學校管理員（第3集） |
| 陳 琪         | 馮 太          | 玩具廠老闆娘 公仔大王之老婆 馮國梁之母（第3集） |
| 韓毓霞        | 陳校長         | 亞美利亞學校校長（第3集） |
| 李君妍        | Miss Chow      | 亞美利亞學校老師（第3集） |
| 丁樂鍶        |                | 亞美利亞學校老師（第3集） |
| 方麗盈        | 梁 太          | 家長（第3集） |
| 杜燕歌        | 高兆宗         | 馬來西亞奶茶王 亞太區奶茶王大賽參賽者（第3-4集） 因其造型独特而在马来西亚电视台重播时因形象侮辱马来西亚华人而引起争议事件，参见争议事件                                                                |
| 芊 洋         |                | 職員（第4集） |
| 馬俊明        |                | 職員（第4集） |
| 游莨維        |                | 亞太區奶茶王大賽司儀（第4集） |
| 陳彼得        |                | 印度奶茶王 亞太區奶茶王大賽參賽者（第4集） |
| 李嘉晉        | Rooney         | 和富發基金職員（第4集） |
| 溫家偉        | Anderson       | 許貝兒之好友（第4、8集） |
| 張寶兒        | Kelly          | 許貝兒之好友（第4、8集） |
| 黎振燁        | Tony           | 方希文之追求者（第4集） |
| 彭美嫦        |                | 紙紮舖老闆娘（第4集） |
| 歐陽巧瑩      |                | 方希文之同事（第4、17集） |
| 林泳淘        | Rachel         | 賽車美女 凌乘風之情人（第4-6集） |
| 張雪瑩        | Wing           | 賽車美女（第4-5集） |
| 周梓盈        |                | 護士（第4集） |
| 吳珮如        |                | 護士（第4集） |
| 劉嘉琪        |                | 護士（第4集） |
| 鄭子誠        | 劉松基         | C.K. 大學教授 余學德之舊生 專攻內地市場經濟調節（第5集） |
| 歐陽楓        |                | 新聞主播（第5集） |
| 煒 烈         | 飛 鷹          | 飛鷹哥 財務公司老闆 凌氏家族世交 凌麗熒父親之舊部下（第5、12、30集） |
| 朱斐斐        | Candy          | 陳李張律師行秘書 陳志明之秘書（第6集） |
| 唐貝詩        |                | 性感美女 凌乘風之情人（第6集） |
| 余應彤        | Tim            | 夜校學生 鄭立安之學生（第7-8、10集） |
| 張詩欣        | Yuki           | 夜校學生 鄭立安之學生（第7-8、10集） |
| 梁 茵         | Phoebe         | 夜校學生 鄭立安之學生（第7-8、10集） |
| 馮秀華        | Yannie         | 夜校學生 鄭立安之學生（第7-8、10、30集） |
| 陳婉衡        | Annababy       | 凌乘風之情人（第7集） |
| 鄧以婷        | 寶 怡          | 黃以愛之舊同學 「九尾狐」姊妹團成員（第7-8集） |
| 朱智賢        | Carrie         | 黃以愛之舊同學 「九尾狐」姊妹團成員（第7-8集） |
| 曹思詩        | Joana          | 黃以愛之舊同學 「九尾狐」姊妹團成員（第7-8集） |
| 程 皓         | Wendy          | 黃以愛之舊同學 「九尾狐」姊妹團成員（第7-8集） |
| 林伊麗        | Luna           | 黃以愛之舊同學 「九尾狐」姊妹團成員（第7-8集） |
| 葉蒨文        | Christy        | 黃以愛之舊同學 「九尾狐」姊妹團成員（第7-8集） |
| 陳睿雯        | Pinky          | 黃以愛之舊同學 「九尾狐」姊妹團成員（第7-8集） |
| 趙璧渝        | Miu            | 致識補習中心創辦人 方希文之生意夥伴兼好友（第8集） |
| 郭田葰        | Tomson Goh     | Dr. Tomson 客席講師 Yolin公關公司創辦人 新加坡華人（第8集） |
| 麥凱程        | Billy          | 許貝兒之好友（第8集） |
| 葉家泓        | Nelson         | 兄弟團（第8集） |
| 招浩明        |                | 兄弟團（第8集） |
| 楊柳青        | Jenny          | JN 名模／港女 凌乘風之情人，因對其逼婚最終分手（第9、16集） |
| 李 楓         | 曾太婆         | 曾家村長輩（第9、13-14集） |
| 王俊棠        | 曾村長         | 曾家村村長（第9-10、13-14集） |
| 江富強        |                | 曾家村村民（第9-10、13-14集） |
| 姚宏遠        | 吳志堅         | 酒保（第9、13、18、21、34、36集） |
| 吳卓衡        |                | 酒保（第9、13、18、21、34、36集） |
| 盧偉文        | 洛文笙         | 醫生（第10集） |
| 范仲恒        |                | Crystal之保鑣（第10-11集） |
| 曾海昌        |                | Crystal之保鑣（第10集） |
| 張漢斌        | Patrick Law    | 澳門地產商 許雅頓之好友（第11、29、32集） |
| 方 俊         | 黃偉庭         | Winston 許旺行政總裁候選人（第13集） |
| 馬溱禧        |                | 健身室美女（第13集） |
| 葉尚華        | 老 趙          | 醬油廠老闆 黃永正之好友 於第35集被提到因凌乘風關閉其醬油廠而導致心臟病發入院（第14、29集） |
| 陳榮峻        | 白水泉         | 餐飲業商人 黃永正之好友（第14、29、35集） |
| 潘志文        | 馮會長         | 老馮 餐飲業同盟協會會長 黃永正之球友，後反目（第14、29、35集） |
| 張學潤        | Frances Taylor | Madam T 泛亞商界高峰論壇公關（第14集） |
| 李 健         | 岑 總          | 內地飲食業商人（第15集） |
| 譚炳文        | 趙子勁         | 趙Sir 凌乘風、鄭立安之籃球教練 居住在老人院，患有腦退化症（第15、21、34集） |
| 曾慧雲        | 翁姑娘         | 老人院護士（第15、21、30集） |
| 區偉權        |                | 地產經紀（第16集） |
| 明德豐        | 明 生          | 樓盤客戶（第16集） |
| 黑 妹         |                | 茶餐廳老闆娘 凌乘風、方希文、細輝之好友（第16集） |
| 李綺雯        | 阿 芬          | 哨牙芬 葡萄牙華人 細輝之未婚妻，後離婚 李明基、凌乘風、方希文之好友（第17集） |
| 詹朗林        | 羅 生          | 遊艇經紀（第17集） |
| 邱芷微        |                | 「家家送」廣告演員（第18集） |
| 陳浩鏘        |                | 「家家送」廣告演員（第18集） |
| 林子幸        |                | 「家家送」廣告導演（第18集） |
| 楊家輝        | 吳 生          | 方希文之鄰居（第19集） |
| 區靄玲        | 董 太          | 慧清雅聚婦女會常委 余秀慧、楊馮美美之好友（第19、22、40集） |
| 潘梓峰        | Eagles         | 鄭立安之好友（第21集） |
| 馮康寧        |                | 凌乘風之相識（第21集） |
| 包曉華        | 胡夫人         | 胡爵士夫人 慧清雅聚婦女會常委 胡爵士之妻（第22、40集） |
| 丘惠玲        | 容 姨          | 天后宮女廟祝（第22、25集） |
| 余秀玲        | 陳 太          | 慧清雅聚婦女會主席（第22、40集） |
| 劉彩玉        | 曾 太          | 慧清雅聚婦女會常委（第22、40集） |
| 李啟傑        |                | 私家偵探（第23集） |
| 陳建文        |                | 私家偵探（第23集） |
| 魏惠文        | Peter          | 雜誌社職員（第24集） |
| 簡新銳        |                | 家昌茶餐廳食客（第25集） |
| 顏文偉        |                | 醫生（第25集） |
| 徐 榮         | 朱老闆         | 商人 有意入股許旺集團（第26集） |
| 五朱          |                | 家昌茶餐廳食客／鬧事者（第26集） |
| 文雪兒        | 跳舞蘭         | 四朵金花之一 精舍主人 年輕時被沈沝搶走男友，後感悟佛法並帶髮修行 後來原諒沈沝並跟其有聯絡 （第27、38集）                                                                                               |
| 魯振順        | 葉老闆         | 商人 許綽行實業股東 於第29集入股許綽行實業 於第33集生意失敗並抵押自己的股票（第28-29、33集） |
| 關浩揚        |                | 酒店經理（第28集） |
| 張國雄        |                | 酒店司機（第28集） |
| 金韋飛        |                | 律師（第28集） |
| 潘盈慧        | 孟 姐          | 新聞主播（第29集） |
| 邵卓堯        | 周 董          | 商人（第29集） |
| 陳狄克        | 譚 伯          | 村民（第29-31集） |
| 徐忠信        | 喬 爺          | 馬來西亞黑幫老大 凌家世叔伯、後反目 貴良之老大 於第30集因凌乘風與其女友上床而綁架其（第30集） |
| 曾健明        | 貴 良          | 貴良哥 馬來西亞黑幫老大 喬爺之手下 掙爆之老大（第30集） |
| 黃栢文        | 掙 爆          | 掙爆哥 馬來西亞黑幫老大 貴良之手下（第30集） |
| 謝可逸        |                | 馬來西亞黑幫 掙爆之手下（第30-31集） |
| 方紹聰        |                | 馬來西亞黑幫 掙爆之手下（第30-31集） |
| 鄧重謙        |                | 黑社會成員 金龍之手下（第30集） |
| 陳芷尤        | Vera           | 馬來西亞小明星 喬爺之情婦 於第30集與凌乘風上床而被喬爺打掉鼻子（第30集） |
| 楊瑞麟        | 沈醫生         | 醫生（第31-32集） |
| 阮嘉敏        |                | 護士（第31集） |
| 袁潔儀        | 林 太          | 慧清雅聚婦女會常委 周年晚會賓客（第32、40集） |
| 甄懋強        |                | 富商 周年晚會賓客（第32、34-35集） |
| 嘉 駿         | 阿 武          | 義工（第32集） |
| 易智遠        | 阿 齊          | 義工（第32集） |
| 蔡康年        | 關國基         | Dr. Kwan 泌尿科專科醫生（第32、34、37集） |
| 王東泰        |                | 侍應（第32-33集） |
| 丁 羽         | 徐 爺          | 抵押貸款人 有金融大暴龍之稱（第33集） |
| 黃長興        | Joe Ma         | 富二代 商經局政治助理（第33-35集） |
| 霍健邦        |                | 彭兆雄之跟班（第34-35、38-40集） |
| 朱敏瀚        | Lucas          | 彭兆雄、向清沂之子 患有情緒病並嘗試自殺（第35集） |
| 何佩珉        | Winnie         | 向清沂之助手（第35、39集） |
| 麥玲玲        | 盧醫師         | 針灸醫師（第35集） |
| 陳富勝        |                | 周年晚會賓客（第35集） |
| 黃毅進        |                | 記者（第35、40集） |
| 司徒暉        |                | 記者（第35、39-40集） |
| 王賢誌        | Justin Yau     | 凌乘風之代表律師（第36-37、39-40集） |
| 張達倫        | Kenny Chung    | 陳李張律師行律師 黃圍家之代表律師（第36-37集） |
| 王綺琴        |                | 女法官（第36-37集） |
| 利穎怡        | Bonnie         | 「小樹苗」慈善基金職員（第36集） |
| 梁珈詠        | Amy            | 「小樹苗」慈善基金職員（第36集） |
| 栢石斌        | Daniel         | 聯達益娛樂有限公司行政總裁 Crystal之夫（第37集） |
| 鄧永健        |                | 酒會賓客（第37集） |
| 朱滙林        |                | 酒會賓客（第37集） |
| 黃文迪        |                | 酒會賓客（第37集） |
| 張頴康        | 程至美         | 手術室醫生（第38集） |
| 洋            | 方醫生         | Dr. Fong 腦外科醫生 被許雅麟請來醫黃永正（第38集） |
| 崔錦棠        |                | 沈沝之代表律師（第38集） |
| 陳振業        | 方志泉         | 商業罪案調查科督察（第39集） |
| 溫裕紅        |                | 女法官（第39-40集） |
| 章志文        | Mark Yeung     | 澳門委員會委員（第39集） |
| 劉素芳        |                | 闊太（第40集） |

## 播出時間
| 频道                    | 所在地   | 播映日期       | 播出时间                           | 备注                                                                    |
| ----------------------- | -------- | -------------- | ---------------------------------- | ----------------------------------------------------------------------- |
| 腾讯视频                | 中国     | 2017年11月27日 | 每周一至周五每日 晚上20:00更新一集 | VIP用户提前看到下周 提供国语、粤语版本 PC端和平板端用户可提前一小时观看 |
| 翡翠台                  | 香港     | 2017年11月27日 | 每周一至周五 每晚21:30             | 粤语原声 myTV SUPER流媒体平台提供節目重溫 （含海外地区的TVB Anywhere）  |
| Astro AOD、Astro AOD HD | 马来西亚 | 2017年11月27日 | 每周一至周五 每晚21:30             | 提供國語、粵語版本 與Astro GO及On Demand點播                            |
| 新傳媒8頻道             | 新加坡   | 2019年11月27日 | 每周一至周五 晚上19:30             | 电视播出中文配音版，www.toggle.sg 网上重溫粵語原音版及中文配音版        |

## 收視
本劇於香港無綫電視翡翠台24小時跨平台之收視紀錄：
| 週次 | 集數   | 日期                     | 收視率 | 備註 |
| 1    | 1－5   | 2017年11月27日－12月1日  | 26點   | 星期一至五總收視26.3點 第1集總收視23.9點                                                                     |
| 2    | 6－10  | 2017年12月4日－12月8日   | 22點   | 星期一至五總收視21.5點                                                                                       |
| 3    | 11－15 | 2017年12月11日－12月15日 | 21點   | 星期一至五總收視21.4點                                                                                       |
| 4    | 16－20 | 2017年12月18日－12月22日 | 22點   | 星期一至五總收視21.5點                                                                                       |
| 5    | 21－25 | 2017年12月25日－12月29日 | 22點   | 星期一至五總收視21.6點 第21集總收視23點                                                                      |
| 6    | 26－30 | 2018年1月1日－1月5日     | 25點   | 星期一至五總收視23.8點 星期一至五總收視25點，最高26.5點（7日跨平台）                                         |
| 7    | 31－35 | 2018年1月8日－1月12日    | 25點   | 星期一至五總收視24.5點（7日跨平台）                                                                          |
| 8    | 36－40 | 2018年1月15日－1月19日   | 29點   | 星期一至五總收視29.3 點（7日跨平台） 第40集總收視30.8點（7日跨平台） 第40集最高收視31.8點（觀眾人數逾206萬） |
| 全劇 | 全劇   | 全劇                     | 24點   | 平均收视24點                                                                                                 |

## 獎項

### 微博之星2017
| 年份   | 獎項                 | 角色/劇集      | 結果 |
| ------ | -------------------- | -------------- | ---- |
| 2018年 | 微博給力電視劇       | 溏心風暴3      | 提名 |
| 2018年 | 微博給力電視劇男角色 | 黃宗澤         | 提名 |
| 2018年 | 微博給力螢幕組合     | 唐文龍、陳敏之 | 提名 |

### 萬千星輝頒獎典禮2017
| 獎項               | 單位                                 | 結果     |
| ------------------ | ------------------------------------ | -------- |
| 最佳劇集           | 溏心風暴3                            | 提名     |
| 全球網民最喜愛劇集 | 溏心風暴3                            | 提名     |
| 最佳男主角         | 夏 雨                                | 提名     |
| 最佳男主角         | 黃宗澤                               | 提名     |
| 最佳女主角         | 關菊英                               | 提名     |
| 最佳女主角         | 李司棋                               | 提名     |
| 最佳女主角         | 米 雪                                | 提名     |
| 最佳女主角         | 岑麗香                               | 提名     |
| 最佳男配角         | 阮兆祥                               | 提名     |
| 最佳女配角         | 陳敏之                               | 最後五強 |
| 最受歡迎電視男角色 | 黃宗澤                               | 提名     |
| 最受歡迎電視女角色 | 關菊英                               | 提名     |
| 最受歡迎電視女角色 | 李司棋                               | 提名     |
| 最受歡迎電視女角色 | 米 雪                                | 提名     |
| 最受歡迎電視女角色 | 岑麗香                               | 提名     |
| 最受歡迎電視拍檔   | 夏 雨、李司棋                        | 提名     |
| 最受歡迎劇集歌曲   | 我本無罪（主唱：關菊英）             | 提名     |
| 最受歡迎劇集歌曲   | 欲言又止（主唱：王浩信、Hana菊梓喬） | 提名     |
| 最受歡迎劇集歌曲   | I Promise（主唱：鍾嘉欣）            | 提名     |

## 記事

### 開發及製作
此劇故事背景與前兩個姊妹作不同，跟鮑魚或月餅完全無關，而劉家豪於新聞發佈會表示，這次的故事發展於一間茶餐廳。劉家豪更表示，今次故事有別於以往一個大家族爭產，而是兩個大家族爭產。
- 2016年6月，落實開拍續集《溏心風暴3》。
- 2016年10月，各演員出席拍攝巡禮片。
- 2017年2月14日：此劇於12:30在將軍澳工業村駿才街77號電視廣播城四廠舉行新聞發佈會。[10][11]
- 2017年2月27日：此劇於15:00在將軍澳工業村駿才街77號電視廣播城一廠Common Room舉行「千嬌簇擁 男神登場」活動。[12]
- 2017年3月3日：此劇在荃灣眾安街31-33號地下翠華餐廳舉行記者會。
- 2017年3月14日：此劇主要演員出席「香港國際影視展」宣傳劇集。
- 2017年3月21日：此劇於15:00在將軍澳電視廣播城十六廠舉行開鏡拜神。[13][14]
- 2017年4月26日：此劇於15:00在將軍澳工業村駿才街77號電視廣播城十六廠進行拍攝及傳媒探班。[15][16][17]
- 2017年5月27日：鍾嘉欣為此劇錄製英文插曲。鍾嘉欣雖然沒有參與演出，但也為此劇錄製插曲。
- 2017年7月1日：此劇於晚上在赤鱲角香港國際機場一號客運大樓出發到葡萄牙進行外景拍攝，參與演員：王浩信、岑麗香及黃嘉樂。[18]
- 2017年7月10日：此劇於18:30在將軍澳唐德街3號香港九龍東皇冠假日酒店1樓Ballroom 2舉行煞科宴。[19][20][21]
- 2017年7月13日：此劇在將軍澳工業村駿才街77號電視廣播城進行片頭拍攝。[22]
- 2017年10月7日：此劇主要演員於20:00在將軍澳工業村駿才街77號電視廣播城一廠出席「TVB 50周年 華麗轉身 邁步同行」宣傳劇集。[23]
- 2017年11月21日：此劇在ClubONE時尚康山举行「溏心同行 華麗風暴」宣傳活動。
- 2017年11月26日：此剧於16:00在黃大仙龍翔道136號黃大仙中心北館地庫LG04及LG07號舖翠華餐廳举行「溏心美食 華麗共享」宣傳活动。
- 2017年11月27日：此剧於20:00將軍澳唐德街3號香港九龍東皇冠假日酒店2樓寶鑽廳舉行「溏心載譽 風暴再起」宣传活动。[24][25]
- 2017年12月10日：此剧于14：30在馬鞍山鞍祿街18號新港城中心L2天幕廣場举办《溏心風暴3》之「溏心侍應大激鬥」活动
- 2017年12月20日：此剧于15：30在黃大仙龍翔道136號黃大仙中心北館地庫LG04及LG07號舖翠華餐廳举行《溏心風暴3》之「溏心粉絲聖誕大派對」活动
- 2018年1月2日：此劇於18:30在將軍澳唐德街3號香港九龍東皇冠假日酒店1樓宴會廳2筵開十二席「溏心X風暴 祝捷慰勞宴」慶祝劇集在內地騰訊視頻播放量突破十億。
- 2018年1月6日：此劇於15:00在將軍澳欣景路8號MCP Central L1天幕廣場舉行宣傳活動。
- 2018年1月16日：此劇於12:30在尖沙咀彌敦道90-94號頂好海鮮酒家舉行「正爸正媽請飲茶」宣傳活動。
- 2018年1月19日：此劇於21:00-22:30在將軍澳欣景路8號MCP Central L1天幕廣場舉行「溏心風暴最強一夜」宣傳活動。
- 2018年1月29日：此劇於19:00在將軍澳唐德街1號將軍澳廣場1樓104號舖煌府將軍薈舉行「衝破15億祝捷慰勞宴」宣傳活動。

### 演員及選角
時隔多年演員已大更換。除了李司棋、夏雨、米雪、關菊英、黃宗澤、阮兆祥、周驄、李國麟、李成昌及梁舜燕外，其他演員如陳豪、鍾嘉欣、林峯、黎耀祥、蒙嘉慧、楊怡、徐子珊、陳法拉、李香琴、楊天經及溫家恆等全部因沒有檔期、已經離巢及個人或家庭因素而無法參演本劇，剛巧前輯《溏心風暴之家好月圓》當中「家(陳豪飾)、好(林峯飾)、月(楊怡飾)、圓(黎諾懿飾)、慶(陳法拉飾)、中(溫家恆飾)、秋(鍾嘉欣飾)」七名主要年輕演員全部不參演。有見及此，TVB則加入新一代的年輕演員，做法引起不少網民視迷不滿。

## 拍攝地點
- 屯門站V City商場    第二十六集出現
- 青衣青衣城2地下G32-33(A部分)號舖大家樂
- 元朗南生围
- 荃灣帝盛酒店

## 軼事
- 此剧是王浩信、岑丽香继《猫屎妈妈》及《楼奴》后第三度合作。
- 此劇是米雪、黃宗澤、王浩信、岑麗香繼《貓屎媽媽》後再度合作；當中黃宗澤、王浩信繼前者、《野蠻奶奶大戰戈師奶》及《好心作怪》後第四度合作。
- 此劇是陳敏之及阮兆祥繼《搜下留情》、《公主嫁到》、《東西宮略》、《法網狙擊》、《My盛Lady》、《性在有情》後第七度合作。
- 此劇是陳敏之及黃智賢繼《美麗高解像》、《東西宮略》、《點金勝手》、《亲亲我好妈》後第五度合作；其中黃宗澤有參演《點金勝手》。
- 此劇是黃宗澤、王浩信、汪明荃繼《野蠻奶奶大戰戈師奶》後再度合作
- 此劇是李司棋及黃翠如繼《心路GPS》後再度合作。
- 此劇是黃宗澤和黄智贤繼《摘星之旅》、《女拳》和《潜行狙击》再度合作。
- 此劇是黃宗澤及黃翠如繼《幕後玩家》後再度合作。
- 此劇是黃宗澤繼2015年《無雙譜》、2016年《幕後玩家》後連續3年擔任台慶劇男主角之一，亦是他繼《摘星之旅》、《潛行狙擊》、《點金勝手》及後者後第五度飾演反派。
- 此劇「黃圍家」原定由陳豪飾演，因要拍攝另一50週年台慶劇《誇世代》，檔期問題跟本劇相撞而辭演，改由王浩信頂上。
- 此劇「許貝兒」/「方希文」原定分別由鍾嘉欣及楊怡飾演，因兩人要拍攝《再創世紀》，檔期問題跟本劇相撞而雙雙辭演，分別改由岑麗香及黃翠如頂上。
- 此劇為2017年無綫月曆之一及無綫海外業務推介的電視劇之一。
- 此劇是總監製劉家豪（時隔5年）、監製徐遇安及編導張乾文（時隔2年）回巢無綫電視的首部電視劇。
- 此劇是米雪和岑麗香繼《貓屎媽媽》再次饰演母女。
- 此劇是黃宗澤在無綫電視的告別作，他於2021年重返無綫電視拍攝《法證先鋒V》。
- 由黃宗澤飾演的「凌乘風」乃是李司棋飾演的「凌麗熒」的弟弟，以及由王浩信飾演的「黃圍家」及陳敏之飾演的「黃以愛」的舅父。但現實中，李司棋卻比黃宗澤年長30年；而王浩信與黃宗澤的年齡分別只相差三年，陳敏之則比黃宗澤年長一年。
- 此劇是李司棋（時隔2年）、夏雨（時隔5年）、關菊英（時隔3年）、唐文龍（時隔12年）及鄭希怡（時隔9年）[27]以部頭合約回巢無綫電視的電視劇[28]。
- 此劇是黃夏蕙、苗可秀、張學潤、胡琳、唐貝詩、陳雅思、張寶兒、馮盈盈、劉穎鏇和米雪之姨甥女徐頴堃首部為無綫電視拍攝的電視劇。
- 此劇為張學潤遺作

## 歌曲
| 主唱           | 歌曲       | 作曲   | 填詞        | 編曲       | 歌曲監製           | 用作   | 用作   | 用作 | 歌曲提供             |
| 主唱           | 歌曲       | 作曲   | 填詞        | 編曲       | 歌曲監製           | 主題曲 | 片尾曲 | 插曲 | 歌曲提供             |
| 關菊英         | 我本無罪   | 張家誠 | 張美賢      | Johnny Yim | 何哲圖、Johnny Yim |        |        |      | 星夢娛樂集團有限公司 |
| 王浩信、菊梓喬 | 欲言又止   | 張家誠 | 張美賢      | 張家誠     | 何哲圖、韋景雲     |        |        |      | 星夢娛樂集團有限公司 |
| 鍾嘉欣         | I Promise  | 鄺靜欣 | Wayne James | 朱俊傑     | 何哲圖、韋景雲     |        |        |      | 星夢娛樂集團有限公司 |
| 伍富橋         | 不只是朋友 | 張家誠 | 張美賢      | Johnny Yim | 何哲圖、Johnny Yim |        |        |      | 星夢娛樂集團有限公司 |

## 争议事件
马来西亚频道八度空间在2019年重播《溏心风暴3》的第三集时就引发出争议事件。这一集就是提及夏雨演出的黄永正出赛“奶茶王大赛”时作准备，遭杜燕歌演出的“马来西亚奶茶王”高兆宗出言挑衅，更对其家人出言不逊，让马来西亚星洲日报娱乐特辑的读者来函投诉，指“内容成分含侮辱、歧视及丑化马来西亚华人和马来西亚人。”要求“立刻停播《溏心风暴3》及杯葛香港TVB节目。”八度空间品牌部对此回应，“我们会把投诉反映给香港TVB知道。”
该读者来函表示说香港TVB某艺员（就是杜燕歌）身穿传统马来服装和头戴伊斯兰黑帽，姓名却用华文名和以粤语对白，并以嚣张和粗鲁的方式和香港茶王对话的情节就是在向全世界侮辱马来西亚华人就是不伦不类的人和丑化马来西亚人。他更指出，香港茶王的老婆（也有和香港茶王弟弟的老婆）以“马来糕”辱称马来西亚人，更指身穿马来服装的演员也称我们马来西亚为“马来”（粤语的词语叫“马拉”）而不是“大马”，这也是不尊敬马来西亚全名的称呼。他还指控香港TVB“利用电视剧的卑鄙手法向全世界在丑化及侮辱马来西亚”，还说这是涉及马来西亚华人及马来西亚人的尊严问题，所以请八度空间高层严正看待。
但是一些网友看了这个新闻则声称如果这样的话，为什么Astro首播的时候不见得有人去投诉，再加上马来西亚的Multimedia Entertainment（多媒体娱乐）授权TVB发行这部电视剧的DVD如果这幕剧情真的被投诉丑化，必须全面下架，可是仍然还在售卖中。也有人认为该剧已播出两年，但事至今日才被人挑起，“会不会太好笑了？”、“只是戏来的嘛，那么认真对待？”也有网民表示：“有时候真的需要给TVB了解一下，马来西亚华人的穿着基本上和香港人没有区别，穿马来传统服装更不能代表就是大马华人，这普遍上只是香港人对大马华人的刻板印象。”

## 製作團隊
| - 出品人：孫忠懷、杜之克 - 總策劃：韓志傑、王娟、劉家豪 - 總製片人：方芳 - 製片人：張萌、羅學欣 - 總監製／總導演：劉家豪 - 監製：徐遇安 - 編導：陳志江、張乾文、黃偉賢、陳湘娟 - 助理編導：呂珊珊、廖澤霖、張啟龍、張伯仁、區浩德 - 編審：岑國榮、梁敏華 - 編劇：方家逸、吳仲泉、梁舜雯、盧泳怡、蕭光漢、孫浩浩 - 製作統籌：黎淑芳 |

## 備註
1. 1 2  星夢官方頻道在《溏心风暴3》中没有注明是插曲。

## 外部連結
- 溏心風暴3 - 官方網站 （页面存档备份，存于）- TVB.COM
- 溏心風暴3粵語版-電視劇 （页面存档备份，存于）-騰訊視頻
- 溏心風暴3普通話版-電視劇 （页面存档备份，存于）-騰訊視頻
- 《溏心風暴3》至尊系列  載譽回歸 貴族土豪風起情湧 （页面存档备份，存于）-TVBUSA 官方網站.
- YouTube上的溏心風暴3播放列表-TVB (official)
- Gimy TV《溏心風暴3》線上看
- YouTube上的溏心風暴3 (粵語中字)播放列表-TVB Best Drama 熱播劇場
- YouTube上的溏心風暴 1, 2 & 3 (國語中字)播放列表-TVB Drama 國語劇場
- 豆瓣电影上《溏心風暴3》的資料 （简体中文）

## 電視節目的變遷
| 香港 無綫電視翡翠台 · 星期一至日 22:30 | 香港 無綫電視翡翠台 · 星期一至日 22:30         | 香港 無綫電視翡翠台 · 星期一至日 22:30 |
| -------------------------------------- | ---------------------------------------------- | -------------------------------------- |
|                                        | 溏心風暴3 強勢吹襲 （2017-11-20 - 2017-11-26） |                                        |
| 不適用                                 | 不適用                                         |                                        |
| 星期一至五 21:30 - 22:30               |                                                |                                        |
| 降魔的 （2017-10-30 - 2017-11-26）     | 溏心風暴3 （2017-11-27 - 2018-01-19）          | 無間道 （2018.01.22 – 2018.03.03）     |

| 香港無綫電視翡翠台 星期一至五 14:45－15:45 · 9月23日因插播行政長官「應對疫情指導及協調組」記者會臨時腰斬，9月26日再次播放第10集。 · 10月19日因直播行政長官「施政報告」記者會暫停播映。 · | 香港無綫電視翡翠台 星期一至五 14:45－15:45 · 9月23日因插播行政長官「應對疫情指導及協調組」記者會臨時腰斬，9月26日再次播放第10集。 · 10月19日因直播行政長官「施政報告」記者會暫停播映。 · | 香港無綫電視翡翠台 星期一至五 14:45－15:45 · 9月23日因插播行政長官「應對疫情指導及協調組」記者會臨時腰斬，9月26日再次播放第10集。 · 10月19日因直播行政長官「施政報告」記者會暫停播映。 · |
| --- | --- | --- |
| | 溏心風暴3 （2022.09.12 - 2022.11.08） | |
| 巴不得媽媽… （2022.08.11 - 2022.09.09） | 掌上明珠 （2022.11.09 - 2022.12.16） | |

| 马来西亚 Astro AOD、Astro AOD HD 星期一至五 21:30 - 22:15 | 马来西亚 Astro AOD、Astro AOD HD 星期一至五 21:30 - 22:15 | 马来西亚 Astro AOD、Astro AOD HD 星期一至五 21:30 - 22:15 |
| --------------------------------------------------------- | --------------------------------------------------------- | --------------------------------------------------------- |
|                                                           | 溏心風暴3 （2017-11-27 - 2018-01-19）                     |                                                           |
| 降魔的 （2017-10-30 - 2017-11-26）                        | 無間道 （2018.01.22 – 2018.03.03）                        |                                                           |

| 新加坡 HUB戏剧首选 星期一至五 21:30 - 22:15 | 新加坡 HUB戏剧首选 星期一至五 21:30 - 22:15 | 新加坡 HUB戏剧首选 星期一至五 21:30 - 22:15 |
| ------------------------------------------- | ------------------------------------------- | ------------------------------------------- |
|                                             | 溏心風暴3 （2017-11-27 - 2018-01-19）       |                                             |
| 降魔的 （2017-10-30 - 2017-11-26）          | 無間道 （2018.01.22 – 2018.03.03）          |                                             |

| 翡翠台 星期一至五 20:30 - 21:30    | 翡翠台 星期一至五 20:30 - 21:30       | 翡翠台 星期一至五 20:30 - 21:30 |
| ---------------------------------- | ------------------------------------- | ------------------------------- |
|                                    | 溏心風暴3 （2017-11-29 - 2018-01-23） |                                 |
| 降魔的 （2017-10-31 - 2017-11-28） | 無間道 （2018-01-24 – 2018-03-03）    |                                 |

| 新加坡 HUB娛家戲劇台 每晚 21:00－22:00 | 新加坡 HUB娛家戲劇台 每晚 21:00－22:00 | 新加坡 HUB娛家戲劇台 每晚 21:00－22:00 |
| -------------------------------------- | -------------------------------------- | -------------------------------------- |
|                                        | 溏心風暴3 （2018-03-08 - 2018-04-16）  |                                        |
| 降魔的 （2018-02-15 - 2018-03-07）     | 無間道 （2018-04-17 – 2018-05-22）     |                                        |

| 马来西亚 Astro華麗台、Astro華麗台HD 星期一至五 21:30－22:30 時段 | 马来西亚 Astro華麗台、Astro華麗台HD 星期一至五 21:30－22:30 時段 | 马来西亚 Astro華麗台、Astro華麗台HD 星期一至五 21:30－22:30 時段 |
| ---------------------------------------------------------------- | ---------------------------------------------------------------- | ---------------------------------------------------------------- |
|                                                                  | 溏心風暴3 （2019-03-27－2019-05-21）                             |                                                                  |
| 使徒行者2 （2019-02-13－2019-03-26）                             | BB來了 （2019-05-22－2019-06-18）                                |                                                                  |

| 马来西亚 八度空间 TVB之最 星期六至日 19:00 - 20:00 · 2020年1月25日及26日播映新春特备，暂停播映两次 | 马来西亚 八度空间 TVB之最 星期六至日 19:00 - 20:00 · 2020年1月25日及26日播映新春特备，暂停播映两次 | 马来西亚 八度空间 TVB之最 星期六至日 19:00 - 20:00 · 2020年1月25日及26日播映新春特备，暂停播映两次 |
| -------------------------------------------------------------------------------------------------- | -------------------------------------------------------------------------------------------------- | -------------------------------------------------------------------------------------------------- |
| | 溏心风暴3 （2019-10-13 － 2020-03-07） P13                                                         | |
| 老表，畢業喇！ （2019-06-30 - 2019-10-12)                                                          | 逆緣 （2020-03-08 － 2020-07-05）                                                                  | |

| 新加坡 新传媒8频道 星期一至五 19:30 - 20:00 · （每次播出原版的半集） · （第三集和第四集只播出半集，删减了“奶茶王大赛”的情节） · (1月24日及27日，播出新春特备，暂停播出) · （电视播出华语版，电视台网站 www.mewatch.sg 提供华粤双语版本） | 新加坡 新传媒8频道 星期一至五 19:30 - 20:00 · （每次播出原版的半集） · （第三集和第四集只播出半集，删减了“奶茶王大赛”的情节） · (1月24日及27日，播出新春特备，暂停播出) · （电视播出华语版，电视台网站 www.mewatch.sg 提供华粤双语版本） | 新加坡 新传媒8频道 星期一至五 19:30 - 20:00 · （每次播出原版的半集） · （第三集和第四集只播出半集，删减了“奶茶王大赛”的情节） · (1月24日及27日，播出新春特备，暂停播出) · （电视播出华语版，电视台网站 www.mewatch.sg 提供华粤双语版本） |
| --- | --- | --- |
| | 溏心风暴3 （2019-11-27 - 2020-03-17） PG | |
| 老友万岁 （2019-05-28 - 2019-11-26） | 白色强人 （2020-03-18 - 2020-05-26） | |
| 星期一至三 15:30 - 16:30 （重播） （第三集和第四集只播出半集，删减了“奶茶王大赛”的情节） | | |
| 那年花开月正圆 （-2021-06-15） | 溏心风暴3 （2021-06-16 - 2021-09-15） PG | 白色强人 （2021-09-20-2021-11-02） |

| 美国 TVB1 星期一至五 黃金劇場 22:00 - 23:00 東岸時間 | 美国 TVB1 星期一至五 黃金劇場 22:00 - 23:00 東岸時間 | 美国 TVB1 星期一至五 黃金劇場 22:00 - 23:00 東岸時間 |
| ---------------------------------------------------- | ---------------------------------------------------- | ---------------------------------------------------- |
|                                                      | 溏心風暴3 （2019-01-17 - 2019-03-12）                |                                                      |
| 降魔的 (2018-12-19 - 2019-01-16)                     | 無間道 （2019-03-13 - 2019-04-23）                   |                                                      |

| 翡翠台香港時區 星期一至五 21:30 - 22:30 | 翡翠台香港時區 星期一至五 21:30 - 22:30 | 翡翠台香港時區 星期一至五 21:30 - 22:30 |
| --------------------------------------- | --------------------------------------- | --------------------------------------- |
|                                         | 溏心風暴3 （2024-06-03 - 2024-07-26）   |                                         |
| 神耆小子 （2024-05-06 - 2024-05-31）    | 飛虎II （2024-07-29 – 2024-08-09）      |                                         |